# Flora de Pablo Dávila
Flora de Pablo Dávila (Salamanca, 25 de febrer de 1952) és una doctora espanyola en medicina, especialista en biologia cel·lular i molecular del desenvolupament i la fisiopatologia del sistema nerviós.
El 1975 es va llicenciar en Medicina i es va diplomar en Psicologia per la Universitat de Salamanca, on es doctorà després en Medicina Interna i Endocrinologia. Va treballar durant 10 anys als Estats Units, primer com a becària postdoctoral (1980-1982) i després com a investigadora (1984-1991 i 1995-1996) als National Institutes of Health (Bethesda) i a l'Institut de Tecnologia de Califòrnia (Caltech, Pasadena). Durant el període 1982-1984 va ser Facultativa Adjunta del Servei d'Endocrinologia de l'Hospital de la Santa Creu i Sant Pau de Barcelona, al qual va continuar vinculada amb la supervisió de projectes de recerca fins al 1989.
L'any 1991 va tornar a Espanya com a Investigadora Científica del Centre d'Investigacions Biològiques (CIB) del Consell Superior d'Investigacions Científiques (CSIC) a Madrid. Entre el 2007 i el 2008 va ser Directora General de l'Instituto de Salud Carlos III. Actualment és Professora d'Investigació del CSIC en el Departamento de Medicina Celular y Molecular del CIB. El 2001 va ser una de les fundadores de l'Asociación de Mujeres Investigadoras y Tecnólogas i la seva primera presidenta (2001-2007).
El 1991 va crear el grup de recerca Factores de Crecimiento en el Desarrollo de Vertebrados, que el 2007 va canviar de nom a Laboratorio 3D: desarrollo, diferenciación, degeneración. Juntament amb membres del grup que lidera, va fundar l'empresa de base tecnològica Proretina Therapeutics, que desenvolupa fàrmacs per al tractament de distròfies i degeneracions de la retina.

## Premis i reconeixements
- 2001: VIII Premio de Divulgación Feminista Carmen de Burgos, per l'article Mujer y Ciencia desde la Europa del Sur,[7] atorgat per l'Asociación de Estudios Históricos sobre la Mujer y la Universitat de Màlaga.
- 2007-2009: SET-Routes University Ambassador.[8] Programa EU coordinat per l'European Molecular Biology Laboratory (EMBL).
- 2011 i 2012: Escollida entre Las 100 Top Mujeres Líderes en España.[9]
- 2013: Premiada en la XIV Edició dels Premis Ana Tutor.[10]